# Benson & Hedges Centennial Open 1990
L'Heineken Open 1990 è stato un torneo di tennis giocato sul cemento.
È stata la 34ª edizione dell'Heineken Open, che fa parte della categoria World Series nell'ambito dell'ATP Tour 1990.
Si è giocato all'ASB Tennis Centre di Auckland in Nuova Zelanda,
dall'8 al 15 gennaio 1990.

## Campioni

### Singolare
Scott Davis ha battuto in finale  Andrej Česnokov con il punteggio di 4–6, 6–3, 6–3.

### Doppio
Kelly Jones /  Robert Van't Hof hanno battuto in finale  Gilad Bloom /  Paul Haarhuis con il punteggio di 7–6, 6–0.